# 八千穗站

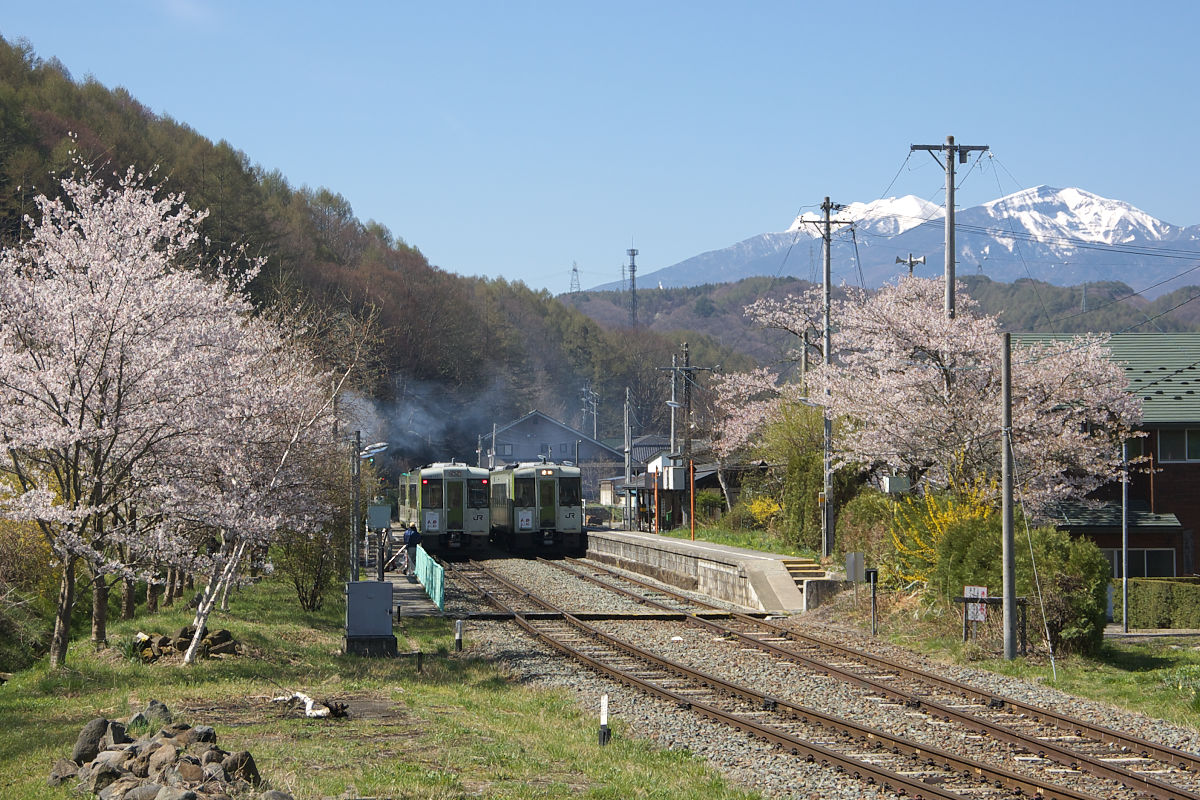
從小諸一方望向八千穗站。背後為八岳。

八千穗站（日语：／ Yachiho eki */?）是位於長野縣南佐久郡佐久穗町大字穗積，東日本旅客鐵道（JR東日本）的小海線車站。

## 歷史
- 1919年（大正8年）3月11日：佐久鐵道 羽黑下站至小海站之間開通，此站啟用。當時此站名為佐久穗積站（日语：／）[1]。為旅客和貨物車站[2]。
- 1925年度（大正14年度）：開設森林鐵道（穗積林道）（站前-八千穗儲木場）。該鐵道於昭和18年度全部廢止[3]
- 1933年（昭和8年）6月29日：一架停在小海站的汽油列車由於駕駛員忘記了使用手剎，使該列車在無人的情況下往此站（下坡）方向逃逸。小海站站長發現了後立刻連絡佐久穗積站。當時佐久穗積站內有一架滿載學生的汽油列車停站中。為了避免與逃逸列車相撞，把轉轍器切換，引導逃逸列車進入側線，逃逸列車衝破了止衝擋，撞毀了車站大樓。在候車室內的一名女性走避不及，造成輕傷[4]。
- 1934年（昭和9年）9月1日：佐久鐵道被國有化，成為國鐵車站[5]。
- 1959年（昭和34年）10月1日：車站改名為八千穗站[1]。
- 1970年（昭和45年）10月1日：結束貨物起卸業務。
- 1987年（昭和62年）4月1日：伴隨國鐵分割民營化，車站由東日本旅客鐵道（JR東日本）營運[6]。
- 2020年（令和2年）10月12日：在地方交通線首次引入列車控制系統（無線列車控制系統）ATACS[7][8]。同時交會設備廢止。

## 車站構造
車站是一座地面車站，設有1面1線單式月台。曾經此站設有2面2線的相對式月台，隨著無線列車控制系統引入，上行線月台廢止，現時只使用舊下行線月台（靠近車站大樓一方）。兩方向的列車也使用同一月台。此站設有1條側線，該側線用作停泊維護車輛。
此站是簡易委託車站，委托佐久穗町負責窗口業務。

## 使用狀況
根據「JR東日本」資料，在2019年度（令和元年度）的1日平均乘車人次為82人。
以下為近年乘車人次變化：
| 乘車人次變化       | 乘車人次變化     | 乘車人次變化    |
| 年度               | 1日平均 乘車人次 | 參考資料        |
| ------------------ | ---------------- | --------------- |
| 2000年（平成12年） | 151              | [ 利用客数 2 ]  |
| 2001年（平成13年） | 157              | [ 利用客数 3 ]  |
| 2002年（平成14年） | 135              | [ 利用客数 4 ]  |
| 2003年（平成15年） | 127              | [ 利用客数 5 ]  |
| 2004年（平成16年） | 115              | [ 利用客数 6 ]  |
| 2005年（平成17年） | 125              | [ 利用客数 7 ]  |
| 2006年（平成18年） | 120              | [ 利用客数 8 ]  |
| 2007年（平成19年） | 131              | [ 利用客数 9 ]  |
| 2008年（平成20年） | 133              | [ 利用客数 10 ] |
| 2009年（平成21年） | 129              | [ 利用客数 11 ] |
| 2010年（平成22年） | 128              | [ 利用客数 12 ] |
| 2011年（平成23年） | 136              | [ 利用客数 13 ] |
| 2012年（平成24年） | 129              | [ 利用客数 14 ] |
| 2013年（平成25年） | 133              | [ 利用客数 15 ] |
| 2014年（平成26年） | 116              | [ 利用客数 16 ] |
| 2015年（平成27年） | 123              | [ 利用客数 17 ] |
| 2016年（平成28年） | 109              | [ 利用客数 18 ] |
| 2017年（平成29年） | 106              | [ 利用客数 19 ] |
| 2018年（平成30年） | 98               | [ 利用客数 20 ] |
| 2019年（令和元年） | 82               | [ 利用客数 1 ]  |

## 車站周邊
此站是位於舊八千穗村中心。車站東邊設有舊村公所和中小學。車站東邊設有千曲川的河階，使用其高度差，於車站南邊設有東京電力穗積發電站。
- 佐久穗町公所八千穗廳舍[1]（舊・八千穗村（日语：八千穂村）公所）
- 奧村土牛（日语：奥村土牛）紀念美術館[1]
- 佐久穗町立八千穂中學(平成27年3月尾關校)
- 佐久穗町立八千穂小學(平成27年3月尾關校)
- 八千穗郵局
- 千曲川
- 國道141號（日语：国道141号）
- 黑澤酒造（日语：黒澤酒造）（清酒井筒長）
- 篠屋旅館
- 東京電力穗積發電站
- 千日向綜合Ground

## 巴士路線
千曲巴士白駒線（佐久平站 - 八千穗站 - 麥草峠）駛入站前。主要在5月至10月的星期六、日及假日運行（季節性服務）（運行日2往返班次，當中1往返班次在2008年起改為八千穗站至麥草峠之間）。

## 相鄰車站
東日本旅客鐵道（JR東日本）
■小海線
高岩－八千穗－海瀨

## 注腳

### 使用狀況
1. 1 2  各駅の乗車人員（2019年度） （页面存档备份，存于）（日語） 東日本旅客鐵道
2. ↑  各駅の乗車人員（2000年度） （页面存档备份，存于）（日語） 東日本旅客鐵道
3. ↑  各駅の乗車人員（2001年度） （页面存档备份，存于）（日語） 東日本旅客鐵道
4. ↑  各駅の乗車人員（2002年度） （页面存档备份，存于）（日語） 東日本旅客鐵道
5. ↑  各駅の乗車人員（2003年度） （页面存档备份，存于）（日語） 東日本旅客鐵道
6. ↑  各駅の乗車人員（2004年度） （页面存档备份，存于）（日語） 東日本旅客鐵道
7. ↑  各駅の乗車人員（2005年度） （页面存档备份，存于）（日語） 東日本旅客鐵道
8. ↑  各駅の乗車人員（2006年度） （页面存档备份，存于）（日語） 東日本旅客鐵道
9. ↑  各駅の乗車人員（2007年度） （页面存档备份，存于）（日語） 東日本旅客鐵道
10. ↑  各駅の乗車人員（2008年度） （页面存档备份，存于）（日語） 東日本旅客鐵道
11. ↑  各駅の乗車人員（2009年度） （页面存档备份，存于）（日語） 東日本旅客鐵道
12. ↑  各駅の乗車人員（2010年度） （页面存档备份，存于）（日語） 東日本旅客鐵道
13. ↑  各駅の乗車人員（2011年度） （页面存档备份，存于）（日語） 東日本旅客鐵道
14. ↑  各駅の乗車人員（2012年度） （页面存档备份，存于）（日語） 東日本旅客鐵道
15. ↑  各駅の乗車人員（2013年度） （页面存档备份，存于）（日語） 東日本旅客鐵道
16. ↑  各駅の乗車人員（2014年度） （页面存档备份，存于）（日語） 東日本旅客鐵道
17. ↑  各駅の乗車人員（2015年度） （页面存档备份，存于）（日語） 東日本旅客鐵道
18. ↑  各駅の乗車人員（2016年度） （页面存档备份，存于）（日語） 東日本旅客鐵道
19. ↑  各駅の乗車人員（2017年度） （页面存档备份，存于）（日語） 東日本旅客鐵道
20. ↑  各駅の乗車人員（2018年度） （页面存档备份，存于）（日語） 東日本旅客鐵道

## 外部連結
- 車站資訊（八千穗）：東日本旅客鐵道（日語）